# Savoyardenhelm

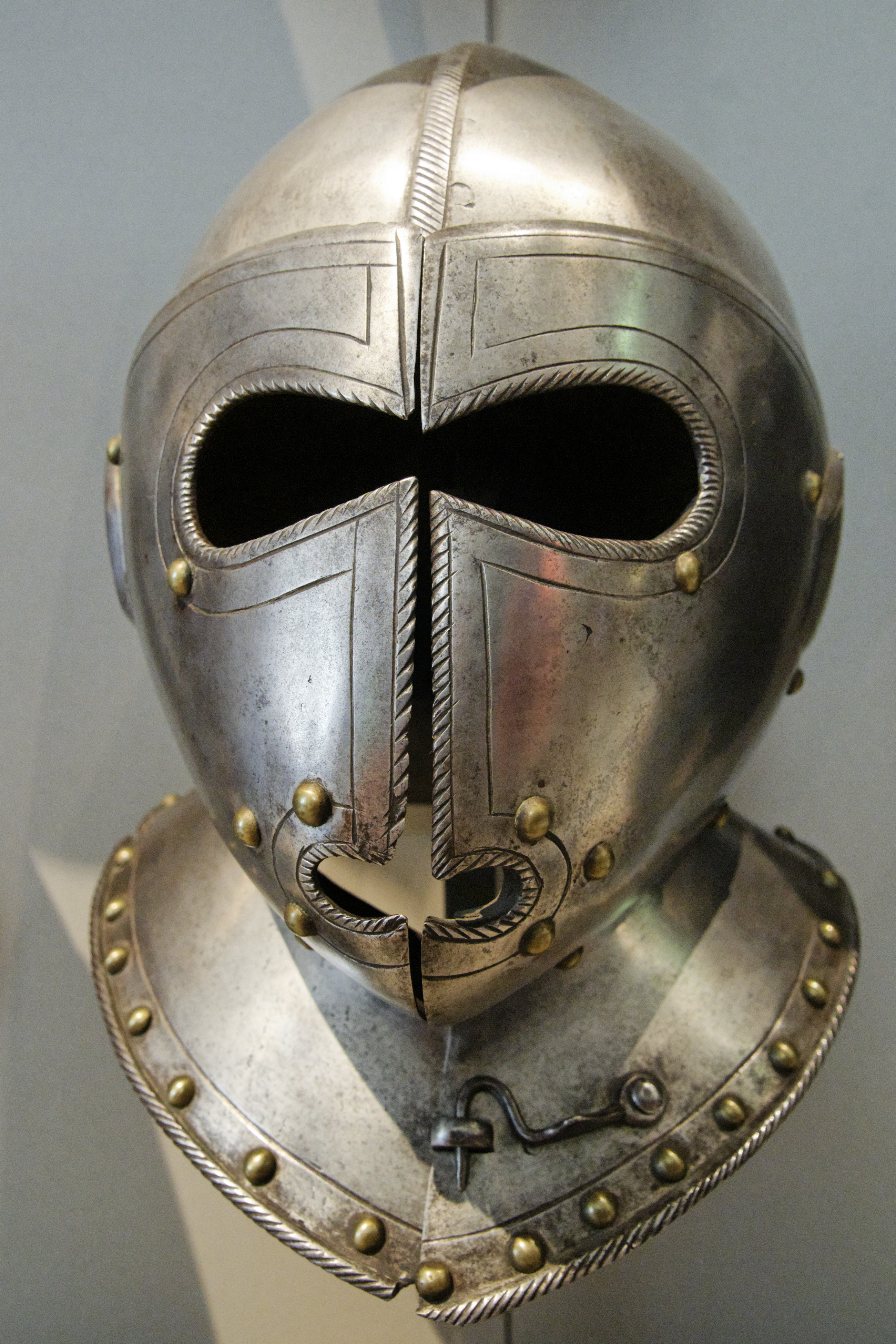
Savoyardenhelm (Norditalien, etwa 1620)

Als Savoyardenhelm wird eine im späten 16. Jahrhundert entwickelte Variante des Mantelhelms bezeichnet.
Die Bezeichnung geht auf die im Dezember 1602 erfolgte Escalade de Genève zurück, bei der die Genfer derartige Helme von den savoyischen Angreifern erbeuteten. Der Savoyardenhelm bestand aus einer eiförmigen Glocke mit niedrigem Kamm, die in einen angenieteten Nackenschirm überging, einem aufschlächtigen Okularenvisier mit Augenschirm, eingeschnittenen Augenlöchern und Mundschlitz und einem aufschlächtigen Kinnreff mit Halsstück. Aufgrund des oft grotesk gestalteten Visiers wird dieser Helmtypus auch als Totenkopfhelm bezeichnet. Er war bis in das zweite Viertel des 17. Jahrhunderts bei der von Kürassieren und Lanzierern gebildeten schweren Reiterei gebräuchlich. Besonders massive Savoyardenhelme fanden bis in das 18. Jahrhundert hinein bei Sappeuren Verwendung.